# Raport pielęgniarski
Raport pielęgniarski – pisemna a następnie ustna forma przekazywania najważniejszych informacji przez pielęgniarki kończące dyżur pielęgniarkom rozpoczynającym go. Dotyczy on stanu pacjentów i sprawowanej pielęgnacji. 
Cele raportu pielęgniarskiego:
- ciągłość obserwacji pacjentów;
- ciągłość wykonywania zaleconych zabiegów, pielęgnacji i opieki;
- ciągłość wykonywania innych działań organizacyjno-administracyjnych[1].

## Książka raportów pielęgniarskich
Książka raportów pielęgniarskich prowadzona jest kolejno podczas następujących po sobie dyżurów. Pielęgniarka wpisuje raport przed zakończeniem zmiany. Powinna w nim zawrzeć swoje spostrzeżenia dotyczące stanu chorego, mając na względzie m.in. stany pooperacyjne, gorączkujące, pacjentów wymagających specjalnej opieki i obserwacji (m.in. temperatura, wymioty, wydzieliny, ogólne samopoczucie chorego).
Wpis powinien zawierać:
- krótką statystykę oddziału, w tym liczbę osób przyjętych, wypisanych, zmarłych;
- numer kolejny wpisu;
- datę sporządzenia raportu;
- treść raportu uwzględniającą w szczególności: dane identyfikujące pacjenta, opis zdarzenia, jego okoliczności i podjęte działania;
- dane identyfikujące pielęgniarkę lub położną dokonującą wpisu oraz jej podpis.

Książka raportów prowadzona jest w wersji papierowej lub elektronicznej.